# Yellow - Le cugine
Yellow - Le cugine è un film del 1969, diretto da Gianfranco Baldanello.

## Trama
Alla morte dell'anziano nonno, la spregiudicata Valentina si trasferisce nella casa del defunto avo, con lo scopo di incassare la sua quota di eredità. Valentina, sposata a Pierre, giunta nella dimora del nonno, fa la conoscenza della cugina Marta. Le due cugine sono molto diverse fra loro: se Valentina appare assai libera di costumi, Marta, al contrario, presenta un comportamento morigerato e moralmente intransigente. La convivenza fra Valentina, Pierre e Marta non sembra funzionare anche se, col passare del tempo, Marta finisce col tollerare il comportamento della cugina, se non altro ignorandola. Quando Valentina viene rinvenuta brutalmente assassinata i primi sospetti sembrano cadere su Pierre poi, di conseguenza, su una serie di personaggi poco raccomandabili frequentati da Valentina. Rimasti soli, Pierre e Marta, finiranno con l'avvicinarsi e, fra loro, nascerà una relazione. Solo alla fine si scoprirà che, ad uccidere Valentina, era stata proprio Marta, segretamente interessata al marito della cugina e fermamente intenzionata ad ereditare l'intero ingente patrimonio del nonno. Scoperta, Marta si suicida...